# Vectidraco
Vectidraco es un género extinto de pterosaurio azdarcoideo que vivió durante el período Cretácico Inferior en la Isla de Wight (Inglaterra).

## Descubrimiento
En noviembre de 2008, Daisy Morris de cuatro años de edad, procedente de Whitwell, Isla de Wight y ávida coleccionista de historia natural, descubrió algunos huesos pequeños en una roca bajo la cara de un acantilado en Atherfield Point por la costa suroeste de Wight. Sus padres cuidadosamente recolectaron todas las rocas con fósiles que pudieron encontrar en el sitio. En abril de abril de 2009, el descubrimiento de Daisy fue autenticado por el paleontólogo Martin Simpson, de la Universidad de Southampton. Los padres de Daisy donaron el espécimen al Museo de Historia Natural de Londres.

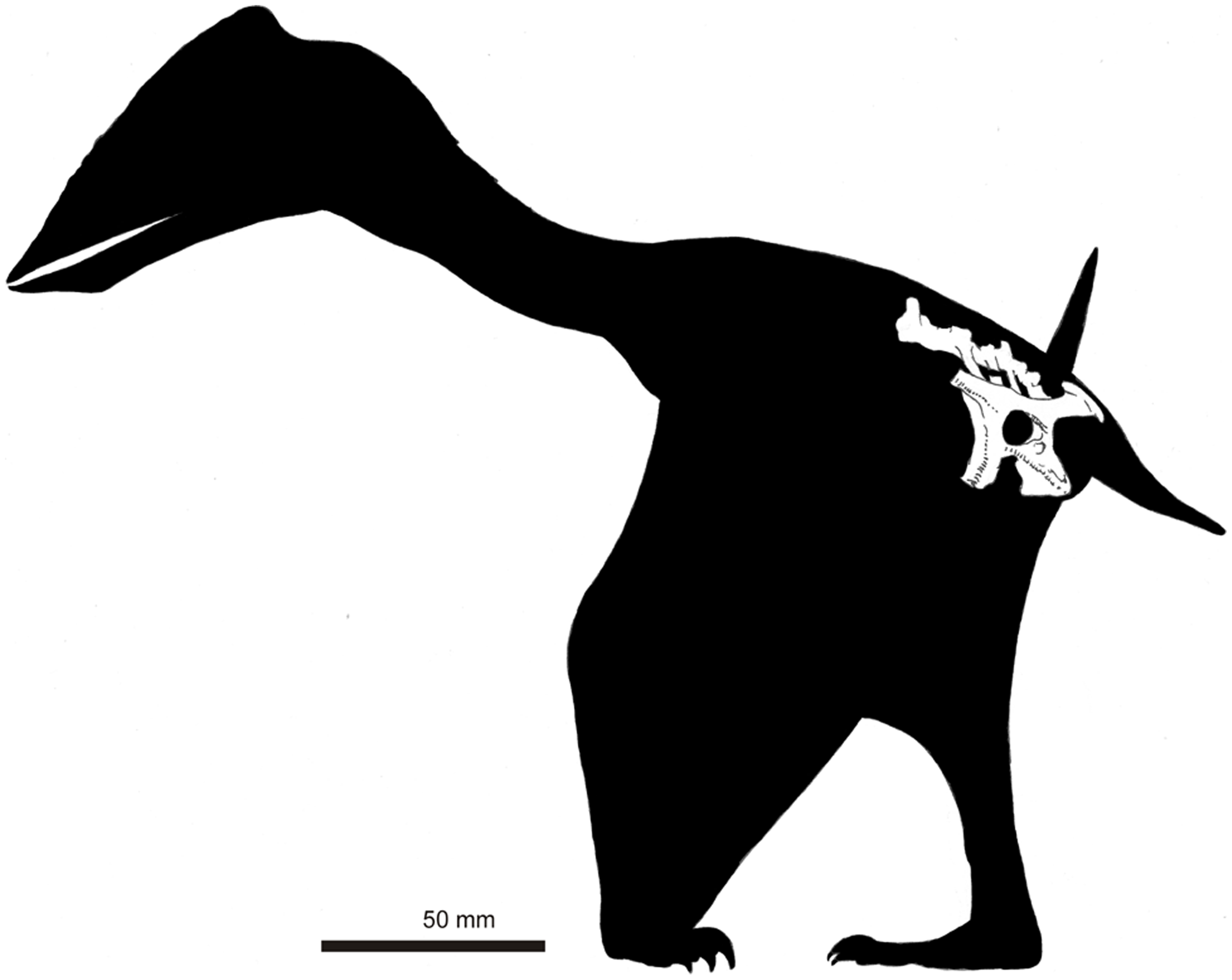
Reconstrucción mostrando la localización de los restos conocidos

Un artículo científico sobre el hallazgo fue publicado en 2013 en la publicación electrónica PLoS ONE. En este Darren Naish, Martin Simpson, y Gareth Dyke describieron y nombraron a la especie tipo Vectidraco daisymorrisae. El nombre del género significa "dragón de la Isla de Wight", por Vectis, la forma en latín del nombre de la isla de Wight que usaban los antiguos romanos, y dracō, que significa "dragón". El nombre de la especie honra a su descubridora Daisy Morris. Adicionalmente Simpson escribió un libro infantil acerca del hallazgo de Daisy Morris, llamado Daisy and the Isle of Wight Dragon ("Daisy y el dragón de la isla de Wight").
El único hallazgo conocido, el holotipo NHMUK PV R36621, fue descubierto en el Miembro Chale Clay de la Formación Atherfield Clay en el Grupo Lower Greensand, una capa de arcilla de la zona del ammonite Deshayesites forbesi, que data de principios del Aptiense, con una edad de 124 millones de años. Consiste del lado izquierdo de una pelvis, el isquion derecho, una vértebra dorsal posterior y las tres primeras vértebras sacrales, de un individuo adulto o subadulto.

## Descripción
Vectidraco es un pterosaurio relativamente pequeño. La pelvis preservada mide cuatro centímetros de largo. La envergadura de Vectidraco' fue estimada en unos setenta y cinco centímetros, mientras que la longitud total corporal sería de treinta y cinco centímetros. En vista de sus afinidades, los autores asumieron que era una forma desdentada, probablemente con una cresta sobre su hocico.
Se establecieron varias características únicas o autapomorfias para el género. La articulación de la cadera está bordeada en su esquina superior posterior por una depresión triangular. Esta depresión es encubierta por un borde que corría hacia abajo en la parte posterior. EL cuerpo del ilion presenta una depresión vagamente oval sin dividir en el lado interno frontal, bajo una superficie convexa. Aparte existe una combinación única de características en la alargada extensión posterior del ilion en forma de T, terminando en una amplia expansión que se proyectaba hacia arriba, que es más larga que el cuerpo mismo de la extensión posterior.

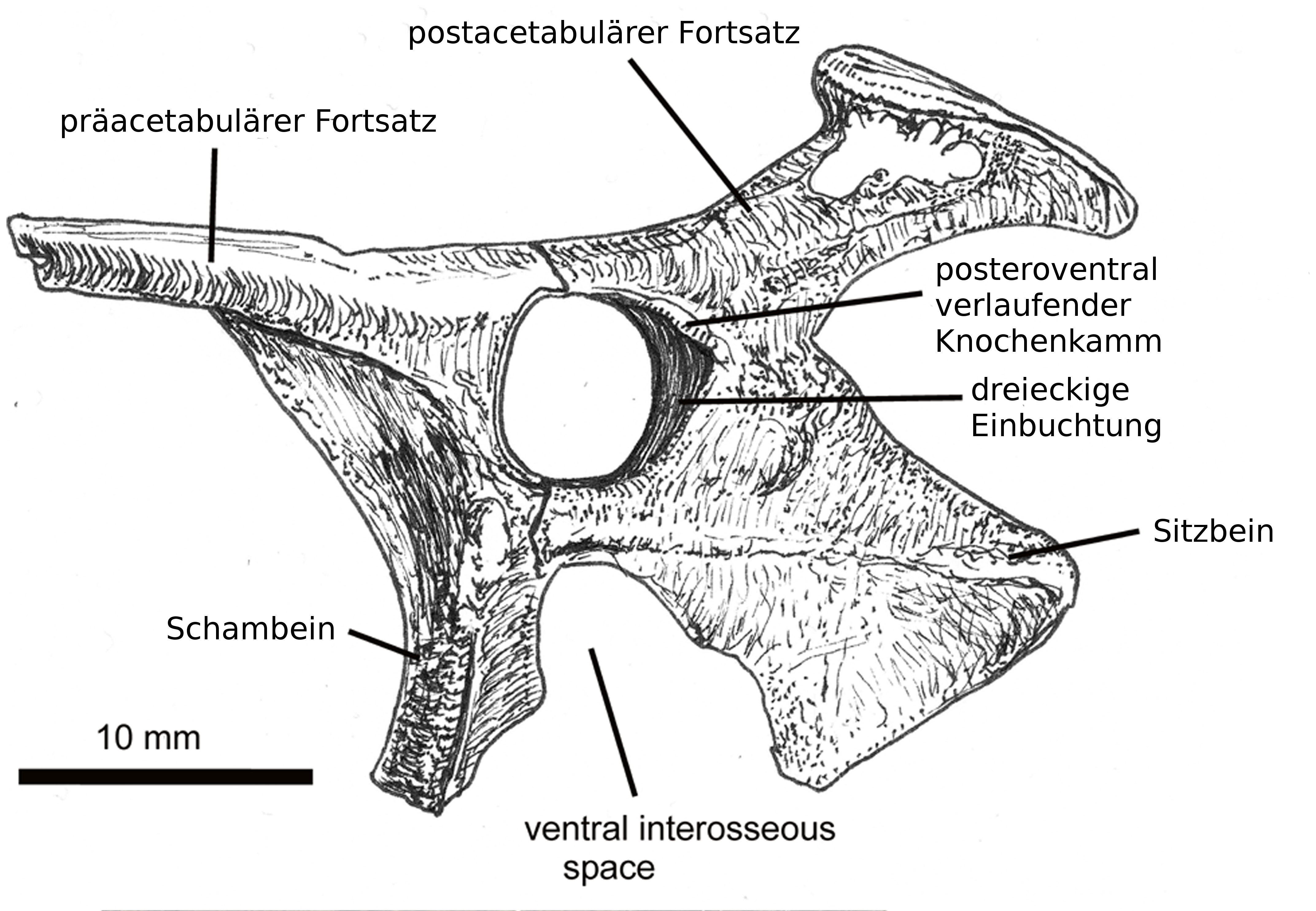
Ilustración de la pelvis

El daño al ilion muestra la presencia de hueso con cámaras internas de aire. También las vértebras preservadas se encuentran neumatizadas.
Vectidraco fue asignado a la superfamilia Azhdarchoidea, en una posición basal. Si es correcta, esto lo convertiría en uno de los azdarcoideos más pequeños conocidos.